# Flétňák tasmánský
Flétňák tasmánský (Strepera fuliginosa) je velký pěvec endemický pro Tasmánii a přilehlé ostrovy v rámci Bassova průlivu. Jde o jeden ze tří druhů v rodu Strepera: zbývající dva jsou flétňák bělořitý (Strepera versicolor) a stračí (Strepera graculina). Jeho blízkým příbuzným je ale i flétňák australský (Gymnorhina tibicen). Dospělí flétňáci tasmánští jsou dlouzí asi 50 cm, mají žluté duhovky, mohutný zobák. Zbarvení je na většině těla černé, krom bílých skvrn na ocasním peří. Samci a samice jsou podobní, není zde patrný žádný pohlavní dimorfismus. Uvádějí se tři poddruhy, přičemž jeden z nich, Strepera fuliginosa colei, obývající King Island, je ohrožen vyhynutím.
Flétňáci tasmánští obecně nejsou stěhovaví, ačkoliv některé populace žijící ve vyšších nadmořských výškách se na chladnější měsíce, červen a červenec, přesouvají do níže položených oblastí. Vyhledávají především hustě zalesněná místa nebo vřesoviště alpinského typu. Jen výjimečně žijí v nadmořské výšce nižší než 200 m. Živí se různými bobulemi, bezobratlými živočichy nebo malými obratlovci.

## Taxonomie

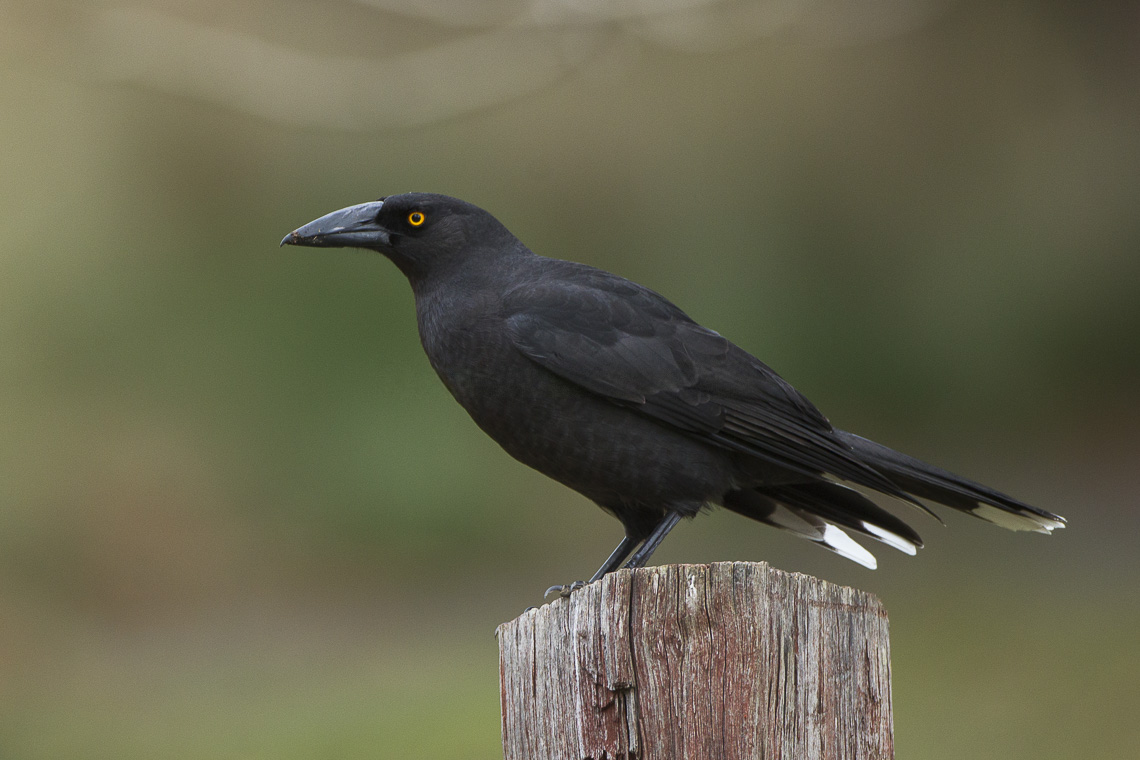
Dospělý jedinec

Flétňáka tasmánského poprvé popsal John Gould roku 1836, nejdříve jako Cracticus fuliginosus a o rok později pod jménem Coronica fuliginosa. Americký ornitolog Dean Amadon zase považoval tento druh za poddruh flétňáka stračího. Dle jeho teorie se u populací tohoto druhu směrem na jih zmenšuje oblast s bílým peřím.

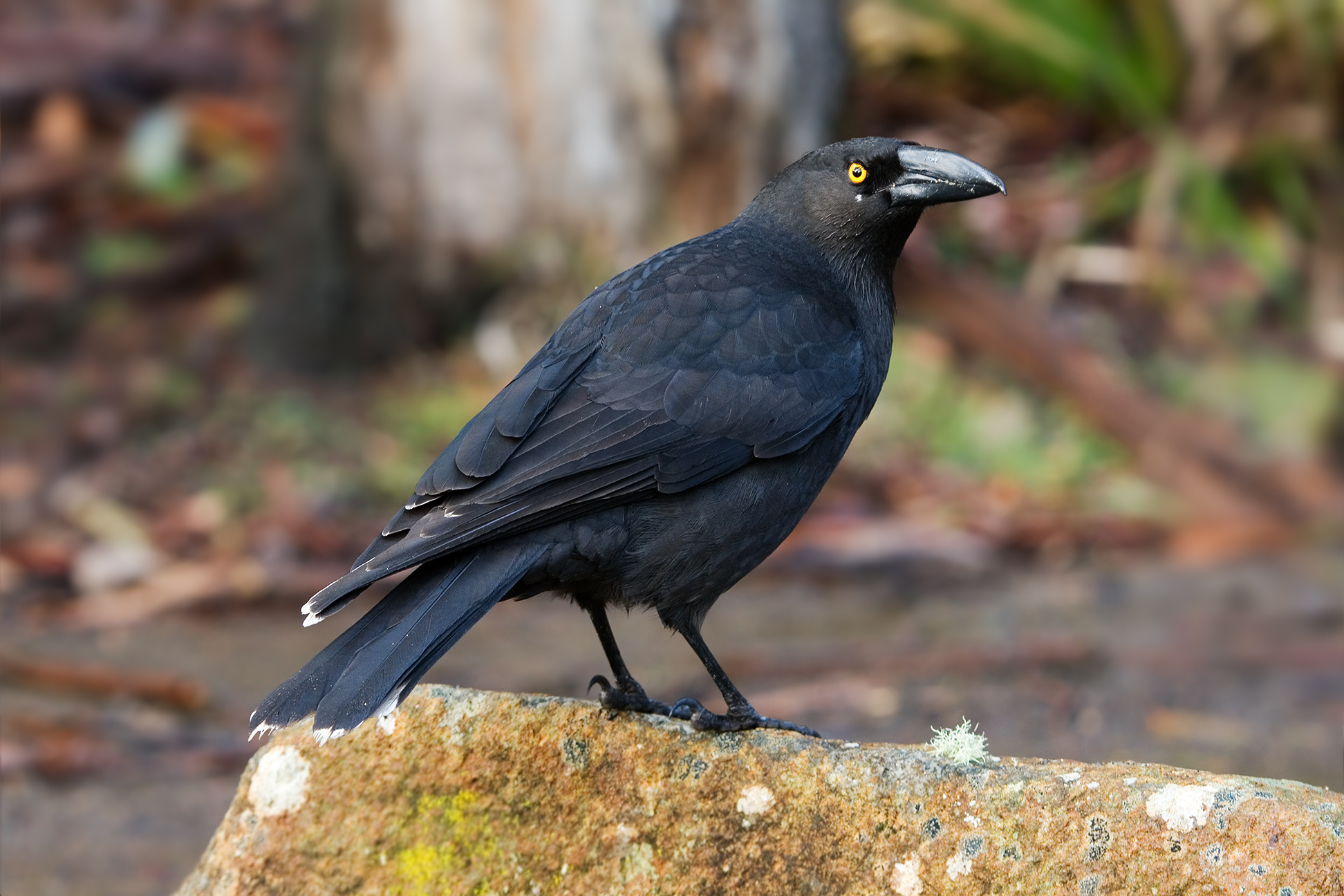

V angličtině má flétňák tasmánský množství označení: black currawong (oficiální název), sooty currawong, black bell-magpie, black crow-shrike, sooty crow-shrike a řadu dalších. V Tasmánii se například používá jméno Black jay, avšak zde jej často zaměňují s flétňákem bělořitým, respektive jeho poddruhem Strepera versicolor arguta.
Běžně se uvádí tři poddruhy flétňáka tasmánského: Strepera fuliginosa colei, nominátní Strepera fuliginosa fuliginosa a Strepera fuliginosa parvior. S. f. parvior byl poprvé popsán Richardem Schoddem a Ianem J. Masonem roku 1999 a obývá ostrov Flinders. S. f. colei poprvé popsal v roce 1916 Gregory Mathews, australský amatérský ornitolog. Tento poddruh žije na King Islandu. Rozdíly těchto dvou subspecií vůči nominátnímu poddruhu nejsou ve zbarvení peří, ale především ve velikosti těla: jsou menší, s kratšími křídly a ocasy.
Spolu s flétňákem bělořitým a stračím tvoří rod Strepera. Ačkoliv se blízce podobají a mají podobné návyky jako krkavcovití ptáci, jejich nejbližšími příbuznými je další rod flétňáků, Cracticus, a také flétňák australský. Roku 1914 proto John Albert Leach vytvořil čeleď Cracticidae, kam zahrnul tyto tři rody. Až roku 1985 byla odhalena podobnost těchto tří rodů k dalšímu rodu: lasoletům Artamus.

## Popis
Délka těla flétňáků tasmánských je asi 50 cm, rozpětí křídel se pohybuje okolo 80 cm. Samci jsou trochu větší, než samice, ale jinak jsou obě pohlaví jen stěží rozeznatelná při pouhém pohledu. Samečci nominátního poddruhu váží průměrně 405 g, samičky 340 g. Samotná křídla dospělých samců měří okolo 27 cm, ocas přibližně 19 cm. U samic je to 25,8 cm křídla a 18,5 cm ocas. U poddruhu colei jsou samci i samičky lehčí a menší (samci 360 až 398 g, samičky okolo 335 g). Zbarvení je u obou pohlaví stejné: celočerné tělo s bílými skvrnami na ocasním peří a letkách. Bílé oblasti na letkách jsou vidět i při pohledu zespodu. Zobák a nohy černé, duhovky jasně žluté. Ačkoliv tito ptáci mají celoživotně pouze jeden šat, věkem může černá barva vyblednout až do tmavě hnědé. Mladí jedinci jsou tmavě hnědí s žlutými koutky zobáku, a to až do věku dvou let. Nejstarší zaznamenaný flétňák tasmánský byl starý 15 let: byl pozorován v červenci 2004 asi 2 km od místa, kde byl roku 1989 odchycen.

### Hlas
Tito ptáci jsou hluční a vydávají škálu různých zvuků, které se neliší od vokalizace jiných flétňáků. Při hledání kořisti bývají většinou tišší, zatímco při letu v hejnu hlasitě zpívají. Rodiče mohou vydávat dlouhé pisklavé zvuky při hledání mladých. Jinak může jejich hlas znít i jako lidský smích. Aktivněji se ozývají před bouřemi nebo před a během úsvitu.

## Výskyt
Flétňáci tasmánští jsou endemičtí pro Tasmánii a přilehlé ostrovy. Právě Tasmánii obývají téměř celou, jen s výjimkou míst v nadmořské výšce menší než 200 m. Méně časté záznamy pochází ze severovýchodu ostrova, naopak hojně se množí na Central Highlands. Dle Mezinárodního svazu ochrany přírody (IUCN) přísluší druhu status málo dotčený (LC). Nicméně populace poddruhu Strepera fuliginosa colei klesla, důvodem může být odlesňování a tedy ztráta přirozeného prostředí. Též je možné, že tito ptáci jsou na ústupu kvůli dominujícím krkavcům pralesním (Corvus tasmanicus). Ať už ano či ne, je tento poddruh řazen jako zranitelný (VU). Jeho populace se odhaduje na 500 jedinců.
Flétňáci tasmánští vyhledávají vlhčí eukalyptové porosty, speciálně ty se stromy Eucalyptus dalrympleana, Eucalyptus obliqua, Eucalyptus delegatensis nebo z rodu pabuk (Nothofagus), Chladnější místa těmto ptákům nevadí, proto obývají i místa s porosty hustořadců vranečkových (Athrotaxis selaginoides). Mimo to byli flétňáci tasmánští zaznamenáni i na zahradách v Hobartu, hlavním městě Tasmánie.

## Chování

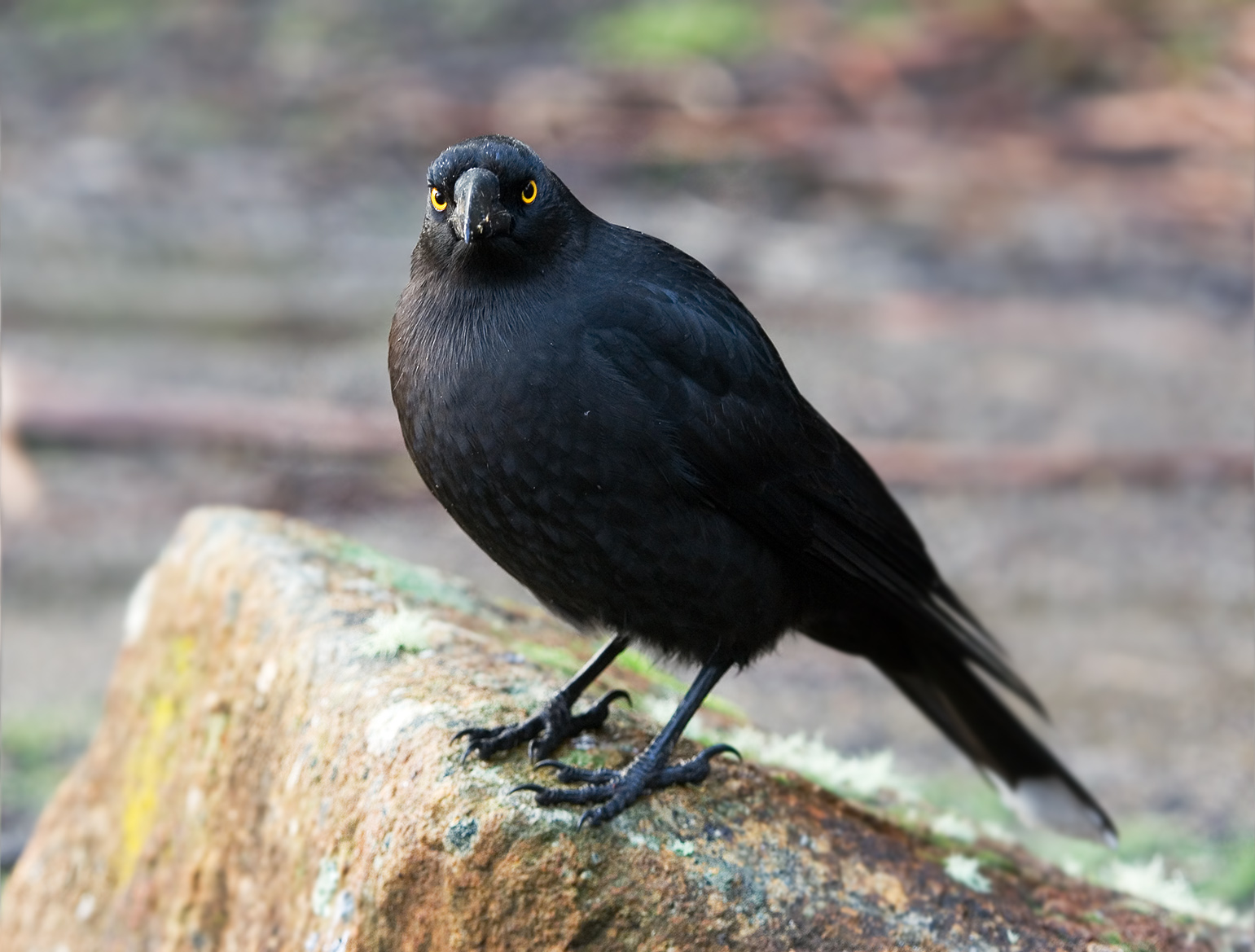

Flétňáci tasmánští žijí sami nebo ve dvojicích, nicméně ve výjimečných případech byla pozorována i hejna o dvaceti až osmdesáti jedincích. Důvodem je například hledání potravy, během čehož mohou tvořit skupiny i s havrany pralesními, racky australskými (Chroicocephalus novaehollandiae), volavkami bělolícími  (Egretta novaehollandiae), špačky obecnými (Sturnus vulgaris) nebo pustináčky běločelými (Epthianura albifrons).
Jsou to všežravci: živí se vším od malých obratlovců až po různé druhy bobulí. Nepohrdnou ani mršinami. Nejčastěji se krmí na zemi, ale méně častěji i v korunách stromů. Pro hledání potravy využívají svůj mohutný zobák, kterým odhrabují zeminu. Krmí se například na rostlinách Leptecophylla juniperina, Astroloma humifusum, Gahnia grandis, nebo i na jabloních. Z živočichů se živí žížalami, mravenci, můrami, mouchami, cvrčky, kobylkami, ale také čmeláky. Naučili se jíst i vosy útočné (Vespula germanica). V parcích si snadno zvyknou na potravu od lidí, kvůli čemuž ale pak nastávají situace, kdy ptáci kradou turistům jídlo i různé předměty.
Od srpna do prosince probíhá období hnízdění. Flétňáci tasmánští staví z větviček a trsů trávy mohutná hnízda. Většinou bývají umístěna na vidlicovitých větvích stromů ve výšce mezi 3 až 20 m. Není výjimkou, že staré hnízdo pár využije pro nakladení snůšky ještě několikrát. Samička naklade dvě až čtyři světlá vejce šedo-hnědé barvy s malými skvrnkami. Ptáčata se rodí holá a slepá, krmí je oba rodiče.